# Пернегг (монастырь)

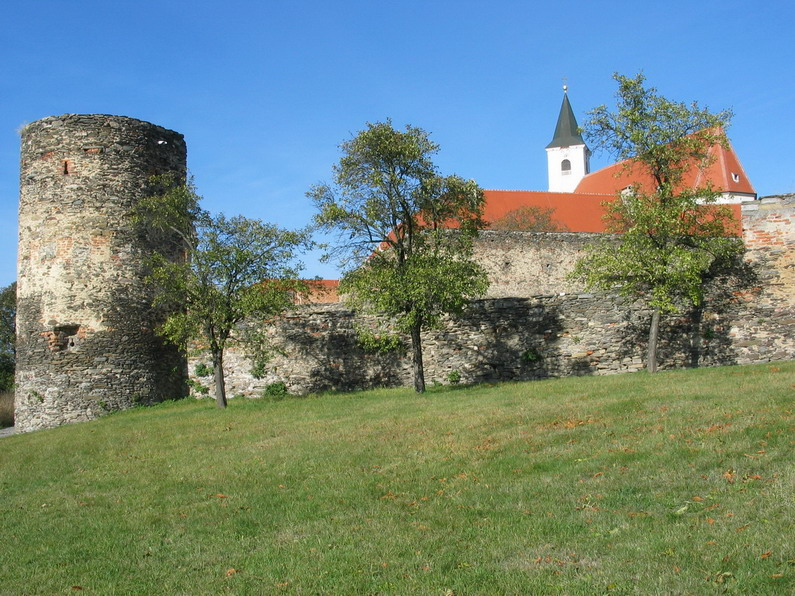
Монастырь Пернегг

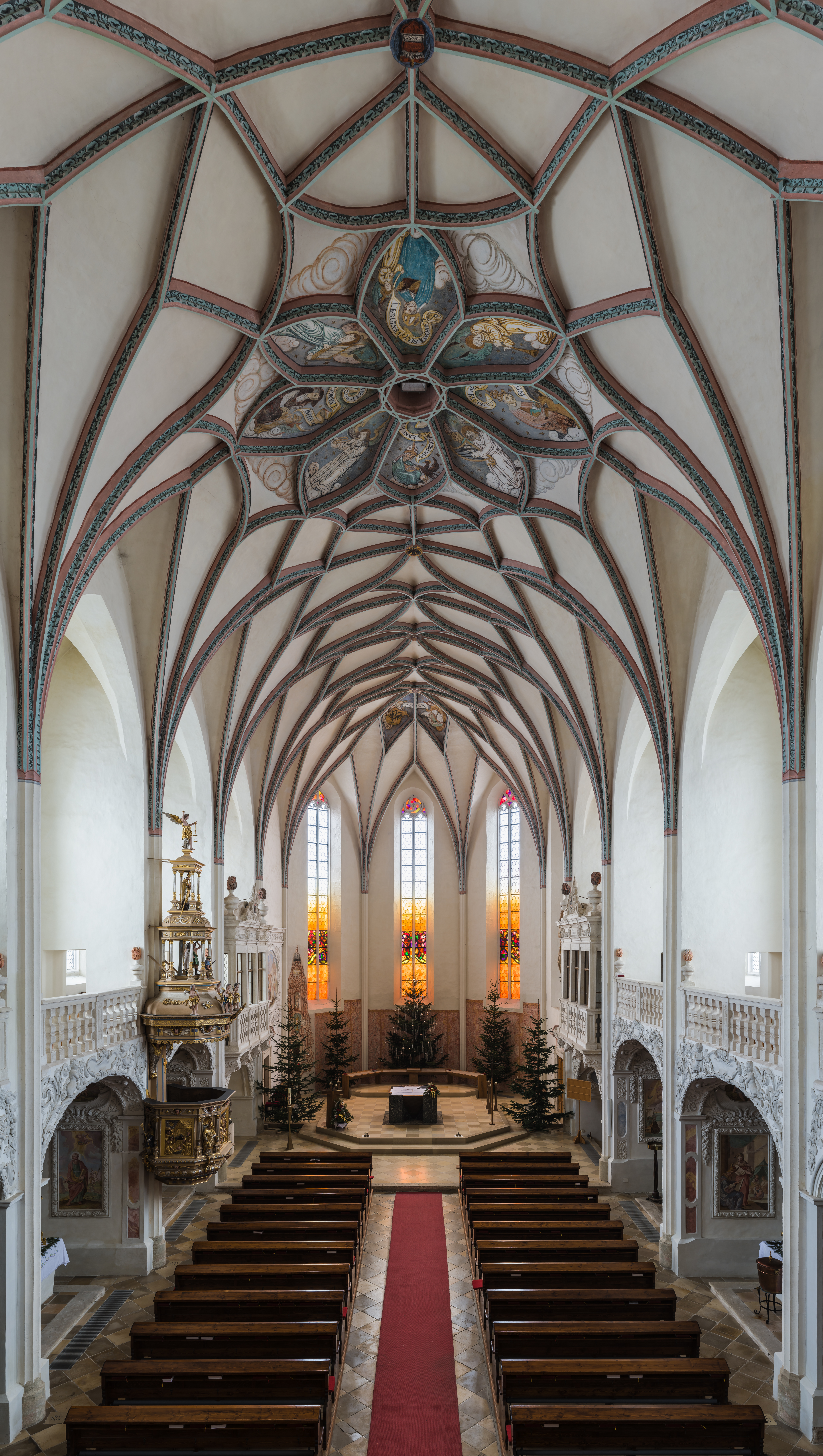
Внутреннее убранство монастырской церкви

Монастырь Пернегг (Stift Pernegg) — бывший женский монастырь норбертанок (монахинь Ордена премонстрантов) в Пернеге (Нижняя Австрия).
Монастырский комплекс окружён стенами от XV, XVI и XVII веков с круглыми башнями. Башни имеют бойницы в верхней части.

## История
Монастырь основан в 1153 году графом Экбертом Пернегским и его сыном Ульрихом для женщин-хористок монастыря Герас. В него переселили монахинь из к Желивского монастыя. Таким образом, история монастыря тесно связана с монастырём Герас.
В 1188 монастырь перешёл в руки епископов Пассау, которые назначали пробста Гераса. С 1276 глава монастыря именовалась Meisterin, затем — Priorin.
При пробсте Коломане Радте (Coloman Radt) скончались все монахини монастыря, кроме одной, после чего право выбирать пробста перешло к монастырю Герас. В 1584 женский монастырь был закрыт в связи со смертью последней монахини Розины Айхингер (Rosina Eichinger), скончавшейся в возрасте более 80 лет. В 1586 году монастырь открылся уже как мужской, его вновь заселили хористы монастыря Герас.
В 1608 монастырь был объявлен папским монастырём, с 1644 он получил самостоятельность. В XVII веке велось расширение и перестройка монастыря. При пробсте Франце фон Шёллингере монастырь, помимо прихода Пернегг, получил приход Никласберг. Граф Пернегга также передал монастырю аббатства Лелес и Ясов, а позже — аббатство Святого Стефана в Ораде и пробство Хорпач, затем каноничества в Чорне и Тюрье. Впоследствии они были проданы для погашения задолженностей более состоятельным монастырям ордена.
В 1700 году монастырь получил статут аббатства, но уже в 1783 году в ходе религиозной реформы императора Иосифа II это решение было отменено, а имущество монастыря распродано. В 1854 году император Франц Иосиф возвратил монастырь мужскому хору монастыря Герас.
В 1940 году монастыри Герас и Пернегг были захвачены Третьим рейхом. До конца Второй мировой войны в них располагался трудовой лагерь Имперской службы труда.
С 1951 по 1992 год в здании монастыря размещался приходской дом молодежи. C 1992 по 1997 год монастырь реконструировался и расширялся. В монастырской церкви, имеющей хорошую акустику, помимо богослужений регулярно проходят концерты. В 2003 году монастырь Пернегг передан в аренду частной компании Friends Touristik GmbH. Здесь организован Цент лечебного голодания.

### Известные главы монастыря
По данным Sebastian Brunner. Ein Chorherrenbuch. — Würzburg, 1883.

#### Пробсты
- Энгельберт (Engelbert) (первый пробст монастыря)
- Конрад (Conrad) (позднее аббат монастыря Герас)
- Ульрих (Ulrich)
- Конрад (Conrad)
- Йоган (Johann)
- Вильгельм (Wilhelm) (позднее аббат монастыря Герас)
- Тильман (Thilmann)
- Герман (Hermann)
- Йоган Русский (Johann de Russia)
- Вильгельм (Wilhelm) (позднее аббат монастыря Герас)
- Герхард (Gerhard)
- Освальд (Oswald) (позднее аббат монастыря Герас)
- Николаус (Nikolaus)
- Лауренц (Laurenz)
- Кристоф (Christoph)
- Кристиан Царнвольф (Christian Zarnwolf)
- Йоган Кольб (Johann Kolb)
- Томас Шеершнайдер (Thomas Scheerschneider)
- Грегор (Gregor)
- Коломан Радт (Coloman Radt) (последний пробст, избиравшийся монахинями Пернегга)
- Йоган Венцель Рюпл (Johann Wenzel Ruepl) (позднее аббат монастыря Герас Венцель II)
- Урбан Лесер (Urban Leser) (позднее аббат монастыря Герас)
- Кристоф Вебер (Christoph Weber)
- Матиас Лесер (Mathias Leser)
- Георг Сумперер (Georg Sumperer) (при нём умерла последняя монахиня)
- Герман Ренцль (Germann Renzl)
- Йоган фон Бейрер (позднее аббат монастыря Герас)
- Себастиан Фукс (Sebastian Fuchs) (ранее аббатКлостербрука, монастыри получает статус папского)
- Валентин Шпрингель (Valentin Springel)
- Норберт Братиц (Norbert Bratiz) (позднее аббат монастыря святого Винсента во Вроцлаве)
- Лауренц Вайгль (Laurenz Weigl)
- Николаус Майстер (Nikolaus Meister)

#### Аббаты
1. Франц Эльдер фон Шёллингер (Franz Edler von Schöllinger) (первый аббат монастыря)
2. Амброс Эльдер фон Шёллингер (Ambros Edler von Schöllinger)
Николаус Цандт (Nikolaus Zandt) (отец-настоятель и администратор)
3. Петер Грёбнер (Peter Gröbner)
4. Леопольд Зилипп (Leopold Silipp) (отмена аббатства и распродажа имущества за долги)

#### Титулярные пробсты
- Эмилиан Грайзель (Ämilian Greisel) (аббат, 50-й прелат Гераса)

## Здания монастыря

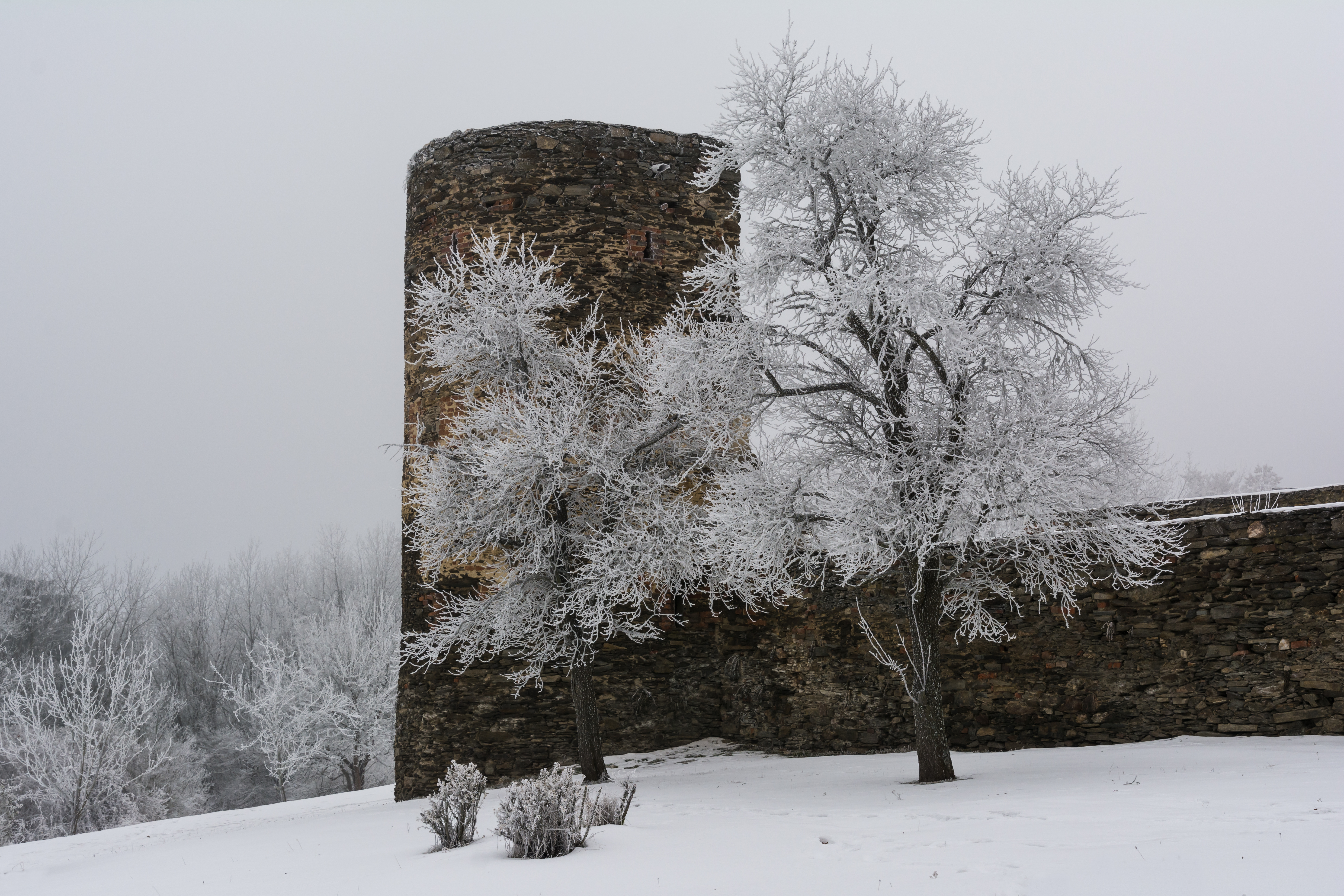
Наружные стены с круглой башней

Здания комплекса к югу и западу от главной церкви перестроены в XVII веке с использованием средневекового основания. Монастырская церковь построена в стиле поздней готики, оссуарий и часть других зданий — в стиле барокко, В 1990-х годах проведена их реставрация, добавлены новые элементы. Церковь, например, получила новый алтарь, созданный Томасом Мунцем.